# Gabriella Windsor
Gabriella Marina Alexandra Ofelia Windsor (Londres, 23 d'abril de 1981), coneguda professionalment i personalment com Ella Windsor, és una escriptora independent anglesa i l'única filla del príncep Miquel de Kent i de la baronessa Maria Cristina von Reibnitz. Els seus besavis paterns eren el rei Jordi V del Regne Unit, la reina Maria de Teck, el príncep Nicolau de Grècia (príncep de Grècia) i la gran duquessa Helena de Rússia (princesa de Grècia). Gabriella està emparentada amb la Casa de Windsor, alguns dels membres de la qual pertanyen a la família real britànica. Els seus avis materns són el baró Günther Hubertus von Reibnitz i la comtessa Anna Maria Szapáry de Muraszombath i Szapár.
Lady Gabriella va néixer a l'Hospital St. Mary, a Paddington, Londres, Anglaterra, i té un germà gran, lord Frederick Windsor, nascut el 6 d'abril de 1979 al mateix hospital. El pare és cosí germà de la reina Isabel II del Regne Unit i, per tant, lady Gabriella és neboda en segon grau de la reina. També era parenta del príncep Felip, duc d'Edimburg, ja que ell i la seva àvia paterna, Marina, duquessa de Kent, eren cosins germans. Es troba en la línia de successió al tron britànic.
El matrimoni del príncep Miquel amb una dona que professava la religió catòlica el va excloure de la successió al tron britànic en virtut de les disposicions de la Llei de Successió de 1701. No obstant això, lady Gabriella (igual que el seu germà, lord Frederick) es van criar en la comunió anglicana i, per tant, conserva el seu lloc en la línia de successió, si escau, en el lloc número 44.
Lady Gabriella es va educar a Downe House School, a Cold Ash, Berkshire. Al maig de 2004, lady Gabriella es va graduar de la Universitat Brown a Providence, Rhode Island, amb una llicenciatura en Literatura Comparada.

## Ancestres
| Precedit per:Miss Isabella Windsor | Línia de successió al tron Britànic45 | Successor:SAR la princesa Alexandra, l'Honorable lady Ogilvy |